# Европейски великолепен бръмбар
Европейските великолепни бръмбари (Anthaxia hungarica) са вид насекоми от семейство Бронзовки (Buprestidae).
Таксонът е описан за пръв път от Джовани Антонио Скополи през 1772 година.